# Stinkviertel

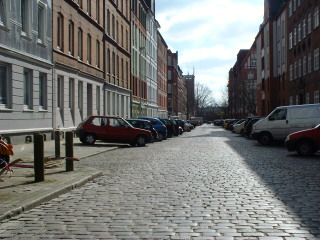
Stinkviertel: Howaldtstraße von der Krausstraße aus gesehen

Das Stinkviertel ist ein Stadtviertel Kiels im Stadtteil Ravensberg. Es wird in seiner fast vollständig rechteckigen Form im Osten begrenzt durch den Westring, im Süden durch die Gutenbergstraße, im Westen durch die Christian-Kruse-Straße und im Norden durch die Krausstraße bzw. die Schauenburgerstraße und das Kieler Innovations- und Technologiezentrum (KITZ). Das Gebiet besteht hauptsächlich aus Gründerzeitgebäuden in geschlossener Bauweise, die zumeist um 1900 bis 1925 errichtet wurden. Einige Häuser verfügen über kleinere Wohnungen, die an ärmere Arbeiterfamilien vermietet wurden, andere auch größere mit drei Zimmern. Weiterhin befindet sich im Viertel ein Komplex eines in zwei Bauphasen errichteten Genossenschaftsmietshauses, das in seiner Gestaltung Ähnlichkeiten mit den Häusern im Marineviertel besitzt. Heute sind viele der Bewohner Studenten der nördlich in der Nähe gelegenen Christian-Albrechts-Universität.

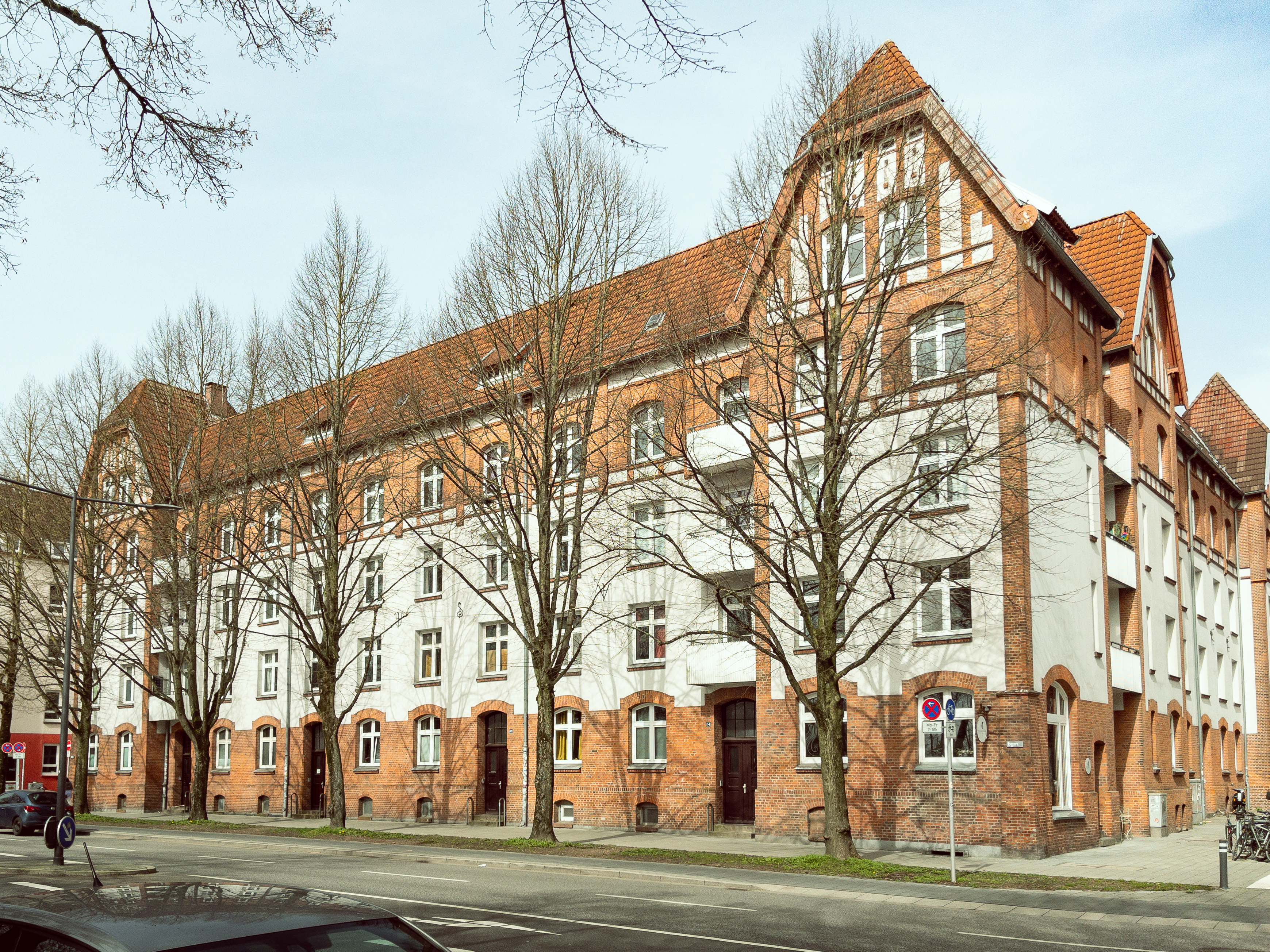
Gutenbergstraße 54–60

Der Name stammt aus einer Zeit, in der zu einer nahe gelegenen Fabrik der Inhalt der „Goldeimer“ geliefert und weiterverarbeitet wurde: Dort wurde von 1901 bis 1919 in einem Dampfverfahren durch Behandlung mit Schwefelsäure aus Fäkalien versandfähiger Dünger hergestellt.

## Persönlichkeiten
- Hein Blomberg (1915–2001), niederdeutscher Autor, ist im Stinkviertel aufgewachsen. Er schrieb die autobiografischen Bücher Opwussen in’t Stinkviddel und De Lütten Lüd ut’n Stinkviddel.